# Людовик-Эммануэль Ангулемский
Людовик (Луи)-Эммануэль Ангулемский (28 апреля 1596, Клермон-Ферран — 13 ноября 1653, Париж) — французский аристократ, герцог Ангулемский (1650—1653), пэр Франции, титулярный граф Овернский (1650—1653) и герцог де Ла-Гиш (1650—1653), граф де Люраге, де Алес, де Понтье, де Клермон-ан-Бове, барон де Куси, де Латур, де Флорак, де Монтиньи-Ланку и де Фоламбре, сеньор де Экуан, де Севран, де Вилье-ле-Бель, де Эзанвиль и де Ле-Мениль-Обри.

## Биография
Младший сын Шарля де Валуа (1573—1650), графа Овернского (1589—1650), герцога Ангулемского (1619—1650) и графа де Понтье (1619—1650), и Шарлотты де Монморанси (1572—1636), графини де Флё, дочери Генриха I де Монморанси и Антуанетты де ла Марк.
Как младший сын Луи-Эммануэль с детства готовился для служения в церкви. Вначале служил аббатом в Сен-Андре в Клермоне и Ла-Шез-Дьэ. В 1612—1629 годах занимал должность епископа Агда.
Генерал-полковник кавалерии (1626—1643), губернатор Прованса (1637—1653). В составе французской армии участвовал в военных действиях в Испании, принимал участие в битве под Леридой (1642) и осаде Таррагоны (1644).
Во время Фронды герцог Людовик Ангулемский отказывался подчиняться приказам кардинала Мазарини, был осужден и отстранен от губернаторства в Провансе в 1653 году.
В 1650 году после смерти своего отца Шарля де Валуа Людовик унаследовал титулы герцога Ангулемского и графа Оверньского.
В ноябре 1653 года Людовик-Эммануэль Ангулемский скончался. Все его сыновья: Луи, Арман и Франсуа скончались при жизни отца. Титулы герцога Ангулема и графа Оверни унаследовала его дочь Мария-Франсуаза Ангулемская.

## Семья и дети
8 февраля 1629 года женился на Генриетте Марии де Ла-Гиш (ок. 1610—1682), даме де Шомон, дочери Филиберт де Ла-Гиш (фр.). Их дети:
- Людовик Ангулемский (1630 — 4 октября 1637), граф д’Овернь
- Мария-Франсуаза Ангулемская (27 марта 1631 — 4 мая 1696), герцогиня Ангулемская (с 1653 года), жена с 1649 года Людовика Лотарингского (1622—1654), герцога де Жуайеза (1647—1654)
- Арман Ангулемский (14 июля 1635 — 16 ноября 1639), граф д’Овернь
- Франсуа Ангулемский (24 апреля 1639 — 10 июля 1644]), граф д’Овернь

Внебрачный сын — Антуан-Шарль-Луи Ангулемский (1649 — 25 сентября 1701), шевалье д’Ангулем, был узаконен в августе 1677 года.